# Girolamo Cardano

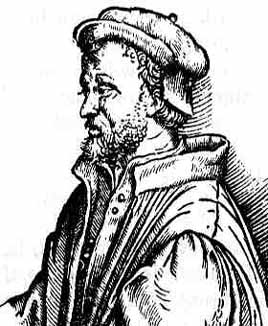
Girolamo Cardano

Girolamo Cardano, Geronimo Cardano, Gerolamo Cardano, Hieronymus Cardanus, (ur. 24 września 1501 w Pawii, zm. 21 września 1576 w Rzymie) – włoski uczony z epoki renesansu: matematyk, astrolog, lekarz i filozof, zajmujący się też okazjonalnie inżynierią mechaniczną. Profesor uczelni w Mediolanie, Pawii i Bolonii.
Cardano został zapamiętany głównie jako matematyk – w algebrze rozwinął prace nad równaniem trzeciego stopnia, przez co został upamiętniony nazwą wzorów na jego rozwiązania. Na tym gruncie zapoczątkował rozważania liczb zespolonych, które – w przypadku nierzeczywistym – nazywał fikcyjnymi. Jest też kojarzony z przegubem Cardana, znanym również pod wieloma innymi nazwami.

## Życiorys

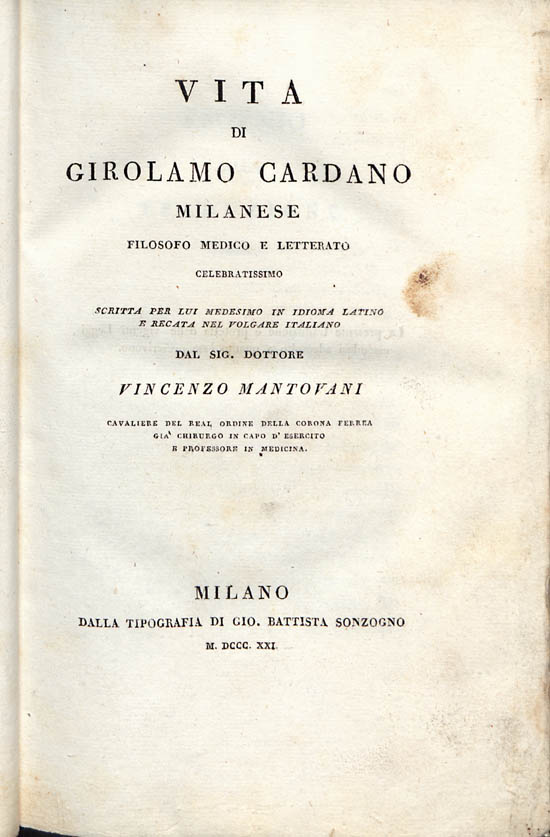
De propria vita, 1821

Był nieślubnym dzieckiem mediolańskiego prawnika Fazia Cardana oraz Chiary Micheria. W 1520 r. rozpoczął studia medyczne na Uniwersytecie w Pawii, a po zamknięciu tego uniwersytetu z powodu wojny kontynuował naukę na Uniwersytecie w Padwie. W 1525 r. otrzymał doktorat z medycyny.
W 1539 r. Cardano nawiązał kontakt z Tartaglią, który uzyskał sławę odkrywcy metody rozwiązywania równań sześciennych. Po początkowych oporach Tartaglia opisał mu swoją metodę uzyskując wpierw zobowiązanie Cardana do dochowania tajemnicy i nieujawniania metody. Rok później Lodovico Ferrari, asystent Cardana, odkrył metodę redukcji równań czwartego stopnia do równań sześciennych. Razem z metodą rozwiązywania tych ostatnich pozwalało to rozwiązać wszystkie typy równań stopnia 4.
W 1543 r. Cardano i Ferrari odwiedzili zięcia Scipione del Ferro w Bolonii i odkryli, że to del Ferro był pierwszym matematykiem, który rozwiązał równania trzeciego stopnia. Cardano uznał, że obietnica dana Tartaglii nie obowiązuje go więcej i opublikował metodę rozwiązywania równań 3. i 4. stopnia w swoim największym dziele Artis Magnæ, Sive de Regulis Algebraicis Liber Unus w 1545. Mimo że to nie on był odkrywcą tych wzorów, podane przez niego wzory noszą dziś nazwę wzorów Cardana. Cardano używał jako jeden z pierwszych liczb zespolonych.
Cardano napisał około 300 dzieł, z których zachowało się nieco ponad 100. W latach 1575–1576 napisał swoją autobiografię.
Cardano był pierwszym znanym nauczycielem osoby głuchej – uczył czytać i pisać swojego syna.
Cardano był również znanym lekarzem, mechanikiem i astrologiem. Legenda głosi, że próbował przewidzieć datę własnej śmierci, zaś gdy ta nie nadchodziła w wyznaczonym dniu – popełnił samobójstwo.